# Скарлат, Роксана
Роксана Марьяна Скарлат (рум. Roxana Mariana Scarlat, род. 3 января 1975), после замужества взявшая фамилию Бырлэдяну (рум. Bârlădeanu) — румынская фехтовальщица-рапиристка, призёрка чемпионатов мира, Европы и Олимпийских игр, 5-кратная чемпионка Румынии.

## Биография
Родилась в 1975 году в Бухаресте. В 1997—2003 годах стала обладательницей 8 медалей чемпионатов мира и 8 медалей чемпионатов Европы. В 1996 году приняла участие в Олимпийских играх в Атланте, где стала обладательницей серебряной медали в составе команды, а в личном первенстве была 12-й. В 2004 году приняла участие в Олимпийских играх в Афинах, где заняла 9-е место в личном первенстве.